# Anișoara
Anișoara ist ein weiblicher Vorname.

## Herkunft und Bedeutung
Der Name wird zumeist im Rumänischen verwendet und ist dort eine Ausformung des Namens Ana.
Varianten sind Anca, Ancuța, Ani.

## Bekannte Namensträgerinnen
- Anișoara Bălan (* 1966), rumänische Ruderin
- Anișoara Hutopilă (* 1995), rumänische Naturbahnrodlerin
- Anișoara Oprea (Ruderin), rumänische Ruderin
- Anișoara Oprea (Wasserspringerin) (* 1977), rumänische Wasserspringerin
- Anișoara Sorohan (* 1963), rumänische Ruderin
- Anișoara Stanciu (* 1962), rumänische Weitspringerin